# AQM-37 Jayhawk
AQM-37 Джейхок (англ. AQM-37 Jayhawk) — сверхзвуковая БЛА-мишень воздушного запуска выпускаемая компанией Beechcraft (с 1994 года — Raytheon Aircraft Co.), способна имитировать полет сверхзвуковых крылатых и боеголовки баллистических ракет для обучения и тренировок расчётов ПВО/ПРО на флоте.
Великобритания закупила несколько сотен мишеней AQM-37 Jayhawk. Небольшие партии AQM-37s поставлялись в Италию, Израиль и Францию.

## История создания
В 1959 году ВМС и ВВС США согласовали совместные требования, предъявляемые к новому высокоскоростному имитатору целей. Конкурс на разработку мишени выиграла фирма Beechcraft. Результатом работы стал аппарат одноразового применения с ЖРД, треугольным крылом и вертикальными оперениями на концах крыла. Первоначально имел обозначение XKD2B-1, в настоящее время известен как AQM-37. Первый полёт состоялся в мае 1961 года, поступила на вооружение ВМС США в 1963 году, находится в эксплуатации до настоящего времени.
В качестве самолёта-носителя ВМФ США традиционно используют F-4 Phantom (также использовались A-4 и A-6), а Великобритания использует средний бомбардировщик English Electric Canberra. В среднем, флотом закупалось по 120 мишеней в год.

## Задействованные структуры
В разработке и производстве AQM-37 были задействованы следующие структуру:
Генеральные подрядчики работ
- Летательный аппарат в целом (разработка, испытания, сборка) — Beech Aircraft Corp., Уичито, Канзас (1963—…); Maxson Electronics Corp., Олд-Фордж, Пенсильвания (1964—1969);

Альтернативный поставщик
- Летательный аппарат — Brunswick Corp., Коста-Меса, Калифорния;

Субподрядчики
- Реактивный двигатель — North American Aviation, Inc., Rocketdyne Division, Ниошо, Миссури; American Machine & Foundry, Inc., Йорк, Пенсильвания;
- Пусковая установка — Breeze Corp., Inc., Юнион, Нью-Джерси;
- Аккумуляторы — Yardney Electric Corp., Нью-Йорк; Gould National Batteries, Inc.[англ.], Сент-Пол, Миннесота.

## ЛТХ
- Длина: 4,27 м
- Размах крыла: 1,00 м
- Высота: 0,66 м
- Общая масса: 280 кг
- Двигательная установка: 1 × ЖРД Rocketdyne LR64-NA-4 тягой 3,78 кН
- Максимальная скорость: 4,0 Маха
- Дальность: 180 км
- Потолок: 30000 м